# 下石门南砖塔
下石门南砖塔，位于山西省临汾市翼城县隆化镇下石门村，与下石门北砖塔为下石门村的南北双塔之一。
下石门南砖塔建于清代，是一座圆形实心砖塔，高12米，直径1.9米，五级密檐式。基座石砌方形。 
1987年8月20日，下石门南砖塔公布为翼城县文物保护单位。